# Milford Football Club
Milford Football Club est un club de football basé à Milford dans le Comté d'Armagh en Irlande du Nord. Fondé en 1885, il est un des huit clubs fondateurs du championnat d'Irlande de football.

## Histoire
Milford Football Club est créé en 1885. Il intègre l'Association irlandaise de football dès l'année suivante.
Le club dispute sa première compétition en 1887, la Mid-Ulster Cup. Il en remporte les deux premières éditions, en 1887-1888 et 1888-1889.
Milford fait partie des huit clubs fondateurs du championnat d'Irlande de football. Il participe à la première édition de la compétition en 1890-1891. Son passage dans le championnat reste sans lendemain puisque le club n'a même pas pu terminer la saison. Milford démissionne le 20 janvier 1891 soit cinq matchs avant la fin de la saison.

## Palmarès
- Mid-Ulster Cup
  - Victoires en 1887-1888 et 1888-1889